# Lewiston (villaggio, New York)
Lewiston è una località (village) degli Stati Uniti d'America, nella contea di Niagara nello Stato di New York. La cittadina si trova vicino alle Cascate del Niagara e deve il suo nome al governatore dello stato Morgan Lewis. Ha una popolazione di 2 781 abitanti secondo il censimento del 2000 ed appartiene al comune di Lewiston.

## Storia
La piccola cittadina fu fondata nel 1822 ed è storicamente importante per diverse ragioni:
- fu il luogo in cui, nel 1812, avvenne l'invasione americana del Canada;
- fu il luogo di arrivo di migliaia di schiavi in fuga verso il Canada dagli stati del sud degli Stati Uniti negli anni fra il 1840 e il 1850;
- fu il luogo in cui erano situate le Cascate del Niagara prima che l'erosione dell'acqua, in 12 000 anni le facesse arretrare, di circa 11,5 chilometri, fino alla posizione attuale.

La città che porta lo stesso nome ed ingloba il villaggio, ha una popolazione di oltre 16 000 abitanti.